# Raimo Honkanen
Raimo Honkanen (nascido em 10 de agosto de 1938) é um ex-ciclista olímpico finlandês, que representou sua nação nos Jogos Olímpicos de Verão de 1960 e 1968.